# Copa Libertadores de Futebol de Areia de 2022
A Copa Libertadores de Futebol de Areia de 2022 é a quinta edição do torneio sul-americano de clubes de futebol de areia. A disputa acontece em Iquique, Chile, entre 18 e 25 de junho. A competição conta com doze equipes: dez representantes nacionais dos países afiliados à CONMEBOL, um representante do país-sede e o último atual campeão da competição, o Vasco da Gama.

## Equipes classificadas
| País                              | Equipe                    | Classificação                             |
| --------------------------------- | ------------------------- | ----------------------------------------- |
| Argentina · (1 vaga)              | Acassuso                  | Campeão do Campeonato Argentino de 2022   |
| Bolívia · (1 vaga)                | Enabolco FC               | Campeão do Campeonato Boliviano de 2022   |
| Brasil · (1 vaga + atual campeão) | Vasco da Gama             | Campeão da Copa Libertadores de 2019      |
| Brasil · (1 vaga + atual campeão) | Sampaio Corrêa            | Campeão do Campeonato Brasileiro de 2022  |
| Colômbia · (1 vaga)               | Ultrahuilca               | Campeão do Campeonato Colombiano de 2022  |
| Chile · (1 vaga + 1 local)        | Unión Morro               | Campeão do Campeonato Chileno de 2022     |
| Chile · (1 vaga + 1 local)        | Municipal Alto Hospicio   | Representante local                       |
| Equador · (1 vaga)                | Playas FC                 | Campeão do Campeonato Equatoriano de 2022 |
| Paraguai (1 vaga)                 | Presidente Hayes          | Campeão do Campeonato Paraguaio de 2022   |
| Peru · (1 vaga)                   | Tito Drago                | Campeão do Campeonato Peruano de 2022     |
| Uruguai · (1 vaga)                | Club Malvín               | Campeão do Campeonato Uruguaio de 2022    |
| Venezuela · (1 vaga)              | Real Academia San Antonio | Campeão do Campeonato Venezuelano de 2022 |

Fonte: Globo Esporte.

## Fórmula de disputa
Na Fase de Grupos, as doze equipes divididas em três grupos, jogam entre si em turno único dentro de cada grupo. Vitória no tempo regular vale 03 (três) pontos, vitória na prorrogação vale 02 (dois) pontos, enquanto vitória na disputa por pênaltis vale 01 (um) ponto. Os dois primeiros de cada grupo e os dois melhores terceiros colocados classificam-se às Quartas de Finais. Os vencedores disputam a Semifinal e posteriormente disputam a grande Final.

### Critério de desempate
1. Confronto direto
2. Maior saldo de gols
3. Maior número de gols pró (marcados)
4. Menor número de cartões vermelhos
5. Menor número de cartões amarelos
6. Sorteio